# 新鐵路橋

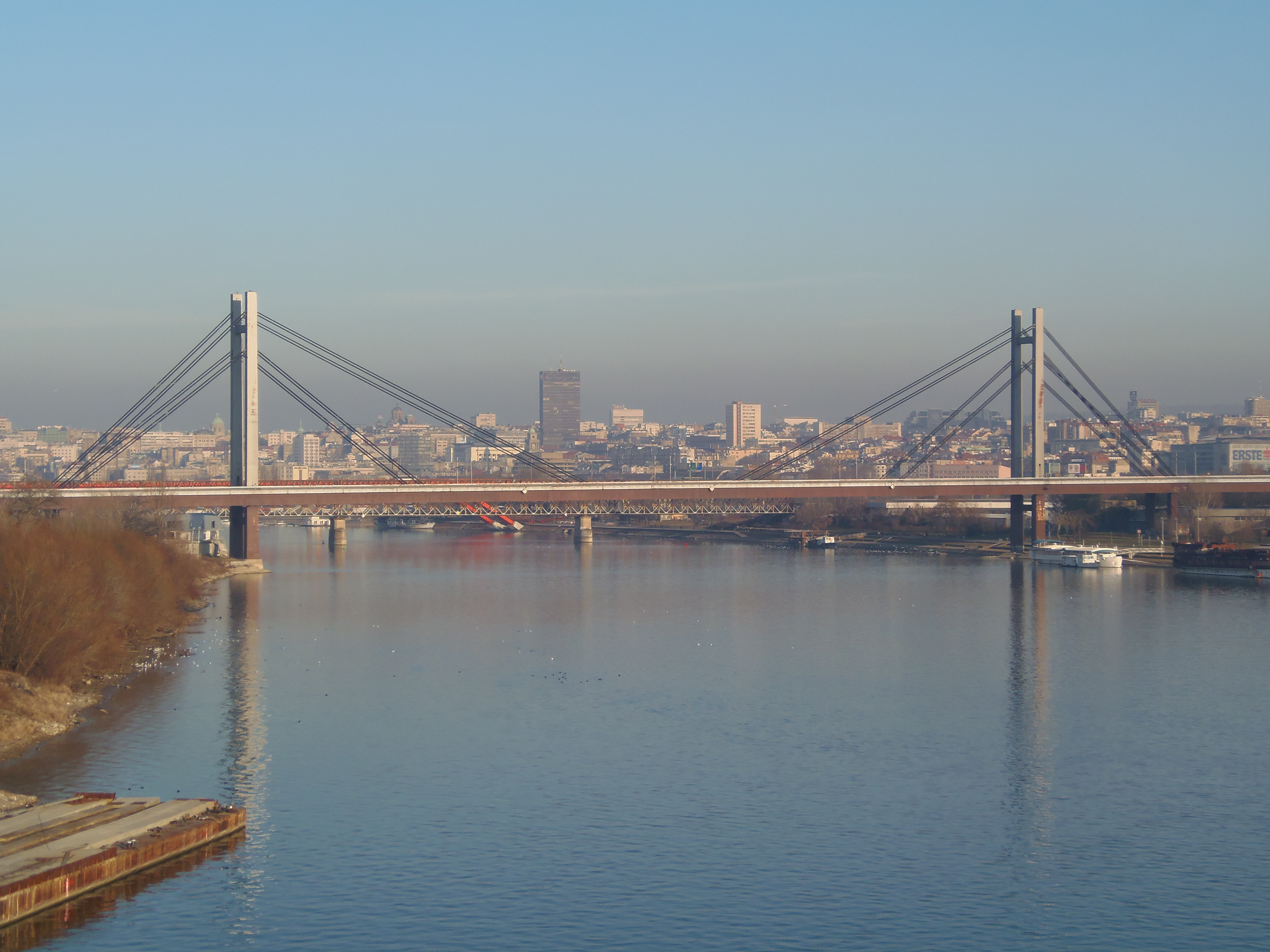
新鐵路橋

新鐵路橋是位於塞爾維亞首都貝爾格勒的一座橋樑，為斜拉橋。新鐵路橋跨越薩瓦河，竣工於1979年，是歐洲首座斜拉橋。新鐵路橋全長254米 。